# Кубикова, Алена
Алена Кубикова (чеш. Alena Kubíková, род. 16 апреля 1988) — чешская шахматистка, мастер ФИДЕ среди женщин.
Чемпионка Чехии 2005 г. Бронзовый призёр чемпионата Чехии 2015 г.
Серебряный призёр юниорских чемпионатов Чехии 1997 и 1998 гг. (в категории до 10 лет), 1999 г. (в категории до 12 лет). Участница дележей 2-го места в юниорском чемпионата Чехии 1999 г. (среди мальчиков до 12 лет), юниорском чемпионате Чехии 2000 г. (среди мальчиков до 14 лет).
В составе сборной Чехии участница юниорского командного чемпионата Европы 2003 г.
Представляла Чехию на юниорских чемпионатах мира и Европы (в разных возрастных категориях).
Участница личного чемпионата Европы 2006 г.

## Основные спортивные результаты
| Год  | Город              | Соревнование                                                                   | + | − | = | Результат | Место  |
| ---- | ------------------ | ------------------------------------------------------------------------------ | - | - | - | --------- | ------ |
| 1997 | Градец-Кралове     | Юниорский чемпионат Чехии (до 10 лет)                                          |   |   |   | 7 из 9    | 2      |
|      | Канны              | Юниорский чемпионат мира (до 10 лет)                                           |   |   |   |           | [ 3 ]  |
| 1998 | Светла-над-Сазавоу | Юниорский чемпионат Чехии (до 10 лет)                                          | 6 | 1 | 1 | 6½ из 8   | 2      |
|      | Оропеса-дель-Мар   | Юниорский чемпионат мира (до 10 лет)                                           |   |   |   |           | [ 6 ]  |
| 1999 | Светла-над-Сазавоу | Юниорский чемпионат Чехии (до 12 лет)                                          |   |   |   | 6 из 9    | 2—3    |
|      | Мост               | Юниорский чемпионат Чехии (мужской, до 12 лет)                                 |   |   |   | 6½ из 9   | 2—4    |
| 2000 |                    | Юниорский чемпионат Чехии (мужской, до 12 лет)                                 |   |   |   | 5 из 9    | 4—5    |
|      | Фримбурк           | Юниорский чемпионат Чехии (мужской, до 14 лет)                                 |   |   |   | 6 из 9    | 2—9    |
| 2003 | Лугачовице         | Чемпионат Чехии                                                                | 3 | 1 | 5 | 5½ из 9   | 5—6    |
|      | Балатонлелле       | Командный чемпионат Европы среди юниоров (до 18 лет, сборная Чехии, ?-я доска) | 1 | 2 | 4 | 3 из 7    |        |
|      | Халкидики          | Юниорский чемпионат мира (до 18 лет)                                           |   |   |   |           | [ 3 ]  |
| 2005 | Гавличкув-Брод     | Чемпионат Чехии                                                                | 6 | 1 | 2 | 7 из 9    | 1      |
| 2006 | Кушадасы           | Чемпионат Европы                                                               |   |   |   |           | [ 10 ] |
| 2015 | Гавличкув-Брод     | Чемпионат Чехии                                                                |   |   |   |           | 3      |
| 2016 | Острава            | Чемпионат Чехии                                                                |   |   |   |           | [ 12 ] |

## Изменения рейтинга
| Графики недоступны из-за технических проблем. См. информацию на Фабрикаторе и на mediawiki.org. |